# Röplabda a 2024. évi nyári olimpiai játékokon
A 2024. évi nyári olimpiai játékokon a röplabdatornákat július 27. és augusztus 11. között rendezték meg. Férfiak és nők számára egyaránt volt teremröplabda- és strandröplabda-torna, így összesen négy versenyszámot rendeztek meg. Mind a férfi, mind a női teremröplabda-tornán 12–12 csapat, míg a férfi, illetve a női strandröplabda-tornán 24–24 páros vehetett részt.
A teremröplabda mérkőzéseinek a Paris Expo Porte de Versailles adott otthont, a strandröplabda versenyeket a Champ-de-Marsban felállított pályán rendezték meg.

## Éremtáblázat
(A táblázatokban a rendező nemzet sportolói eltérő háttérszínnel, az egyes számoszlopok legmagasabb értéke vagy értékei vastagítással kiemelve.)
| A 2024. évi nyári olimpiai játékok éremtáblázata röplabdában | A 2024. évi nyári olimpiai játékok éremtáblázata röplabdában | A 2024. évi nyári olimpiai játékok éremtáblázata röplabdában | A 2024. évi nyári olimpiai játékok éremtáblázata röplabdában | A 2024. évi nyári olimpiai játékok éremtáblázata röplabdában | Olimpia  |
| ------------------------------------------------------------ | ------------------------------------------------------------ | ------------------------------------------------------------ | ------------------------------------------------------------ | ------------------------------------------------------------ | -------- |
|                                                              | Ország                                                       | Arany                                                        | Ezüst                                                        | Bronz                                                        | Összesen |
| 1.                                                           | Brazília (BRA)                                               | 1                                                            | 0                                                            | 1                                                            | 2        |
| 2.                                                           | Franciaország (FRA)                                          | 1                                                            | 0                                                            | 0                                                            | 1        |
| 2.                                                           | Olaszország (ITA)                                            | 1                                                            | 0                                                            | 0                                                            | 1        |
| 2.                                                           | Svédország (SWE)                                             | 1                                                            | 0                                                            | 0                                                            | 1        |
|                                                              |                                                              |                                                              |                                                              |                                                              |          |
| 5.                                                           | Egyesült Államok (USA)                                       | 0                                                            | 1                                                            | 1                                                            | 2        |
| 6.                                                           | Kanada (CAN)                                                 | 0                                                            | 1                                                            | 0                                                            | 1        |
| 6.                                                           | Lengyelország (POL)                                          | 0                                                            | 1                                                            | 0                                                            | 1        |
| 6.                                                           | Németország (GER)                                            | 0                                                            | 1                                                            | 0                                                            | 1        |
|                                                              |                                                              |                                                              |                                                              |                                                              |          |
| 9.                                                           | Norvégia (NOR)                                               | 0                                                            | 0                                                            | 1                                                            | 1        |
| 9.                                                           | Svájc (SUI)                                                  | 0                                                            | 0                                                            | 1                                                            | 1        |
|                                                              |                                                              |                                                              |                                                              |                                                              |          |
| Összesen                                                     | Összesen                                                     | 4                                                            | 4                                                            | 4                                                            | 12       |

## Érmesek

### Férfi teremröplabda
| A 2024. évi nyári olimpiai játékok érmesei férfi röplabdában | A 2024. évi nyári olimpiai játékok érmesei férfi röplabdában | A 2024. évi nyári olimpiai játékok érmesei férfi röplabdában | A 2024. évi nyári olimpiai játékok érmesei férfi röplabdában |
| --- | --- | --- | ------------------------------------------------------------ |
| Arany | Ezüst | Bronz |                                                              |
| Franciaország (FRA) | Lengyelország (POL) | Egyesült Államok (USA) |                                                              |
| Barthélémy Chinenyeze Jenia Grebennikov Jean Patry Benjamin Toniutti Kévin Tillie Earvin N'Gapeth Antoine Brizard Nicolas Le Goff Trévor Clévenot Yacine Louati Théo Faure Quentin Jouffroy | Łukasz Kaczmarek Bartosz Kurek Wilfredo León Aleksander Śliwka Grzegorz Łomacz Jakub Kochanowski Kamil Semeniuk Paweł Zatorski Marcin Janusz Mateusz Bieniek Tomasz Fornal Norbert Huber Bartłomiej Bołądź | Matt Anderson Aaron Russell Jeffrey Jendryk Torey DeFalco Micah Christenson Maxwell Holt Micah Maʻa Thomas Jaeschke Garrett Muagututia Taylor Averill David Smith Erik Shoji |                                                              |

### Női teremröplabda
| A 2024. évi nyári olimpiai játékok érmesei női röplabdában | A 2024. évi nyári olimpiai játékok érmesei női röplabdában | A 2024. évi nyári olimpiai játékok érmesei női röplabdában | A 2024. évi nyári olimpiai játékok érmesei női röplabdában |
| --- | --- | --- | ---------------------------------------------------------- |
| Arany | Ezüst | Bronz |                                                            |
| Olaszország (ITA) | Egyesült Államok (USA) | Brazília (BRA) |                                                            |
| Marina Lubian Carlotta Cambi Monica De Gennaro Alessia Orro Caterina Bosetti Anna Danesi Myriam Sylla Paola Egonu Sarah Luisa Fahr Loveth Omoruyi Ekaterina Antropova Gaia Giovannini Ilaria Spirito | Micha Hancock Jordyn Poulter Avery Skinner Justine Wong-Orantes Lauren Carlini Jordan Larson Andrea Drews Jordan Thompson Haleigh Washington Dana Rettke Kathryn Plummer Kelsey Robinson Chiaka Ogbogu | Nyeme Costa Diana Duarte Macris Carneiro Thaísa Menezes Rosamaria Montibeller Roberta Ratzke Gabriela Guimarães Ana Cristina de Souza Natália Araújo Ana Carolina da Silva Júlia Bergmann Tainara Santos Lorenne Teixeira |                                                            |

### Férfi strandröplabda
| A 2024. évi nyári olimpiai játékok érmesei férfi strandröplabdában | A 2024. évi nyári olimpiai játékok érmesei férfi strandröplabdában | A 2024. évi nyári olimpiai játékok érmesei férfi strandröplabdában | A 2024. évi nyári olimpiai játékok érmesei férfi strandröplabdában |
| ------------------------------------------------------------------ | ------------------------------------------------------------------ | ------------------------------------------------------------------ | ------------------------------------------------------------------ |
| Arany                                                              | Ezüst                                                              | Bronz                                                              |                                                                    |
| Svédország (SWE) · David Åhman · Jonatan Hellvig                   | Németország (GER) · Nils Ehlers · Clemens Wickler                  | Norvégia (NOR) · Anders Mol · Christian Sørum                      |                                                                    |

### Női strandröplabda
| A 2024. évi nyári olimpiai játékok érmesei női strandröplabdában | A 2024. évi nyári olimpiai játékok érmesei női strandröplabdában | A 2024. évi nyári olimpiai játékok érmesei női strandröplabdában | A 2024. évi nyári olimpiai játékok érmesei női strandröplabdában |
| ---------------------------------------------------------------- | ---------------------------------------------------------------- | ---------------------------------------------------------------- | ---------------------------------------------------------------- |
| Arany                                                            | Ezüst                                                            | Bronz                                                            |                                                                  |
| Brazília (BRA) · Ana Patrícia Ramos · Eduarda Santos Lisboa      | Kanada (CAN) · Melissa Humana-Paredes · Brandie Wilkerson        | Svájc (SUI) · Nina Betschart · Tanja Hüberli                     |                                                                  |